# Henry Farny
Pour les articles homonymes, voir Farny.
Henry François Farny (né à Ribeauvillé le 15 juillet 1847, décédé le 23 décembre 1916) est un peintre et un illustrateur américain d'origine française, spécialisé dans la description des Indiens d'Amérique.

## Biographie
La famille de Farny quitte la France en 1853 pour émigrer aux États-Unis. Elle s'installe à Warren en Pennsylvanie, à proximité d'une réserve indienne sénéca. Farny découvre très jeune la civilisation indienne et en reste profondément marqué. Vers 1859, la famille Farny déménage à Cincinnati dans l'Ohio. Attiré par la peinture et le dessin, le jeune homme devient illustrateur de magazines et de livres pour enfant. À 18 ans, le Harper's Weekly publie sur une double page une vue de Cincinnati dont il est l'auteur.
En 1867, Il voyage en Europe, et complète sa formation en Allemagne où il reste trois ans. Il entre à l'académie royale de Düsseldorf, étudie sous la houlette des peintres Hermann Hartzog et Thomas Read, rencontre Albert Bierstadt qui le pousse à découvrir l'Ouest américain et a pour condisciple Frank Duveneck et John Twachtman. Il revient à Cincinnati en 1870. Il travaille pour le compte d'éditeurs et d'annonceurs locaux, part quelque temps à New York et collabore au Harper's Weekly. En 1874, il fonde à Cincinnati avec Lafcadio Hearn, un hebdomadaire d'art, de littérature et satirique intitulé Ye Giglampz, qui n'aura que 9 numéros.
En 1881, il effectue un premier séjour dans l'Ouest afin de rencontrer Sitting Bull. La rencontre ne peut se faire et elle n'aura lieu que lors d'un second voyage en 1883, mais Farny renoue à cette occasion avec le monde indien. Désormais il lui consacre toute son œuvre ainsi qu'à la vie de l'Ouest, qu'il peint dans un style réaliste. Parmi les personnalités de l'Ouest, outre Sitting Bull, il fait également la connaissance du grand chef apache Geronimo qui contresigne le portrait que l'artiste fait de lui.

## Quelques œuvres

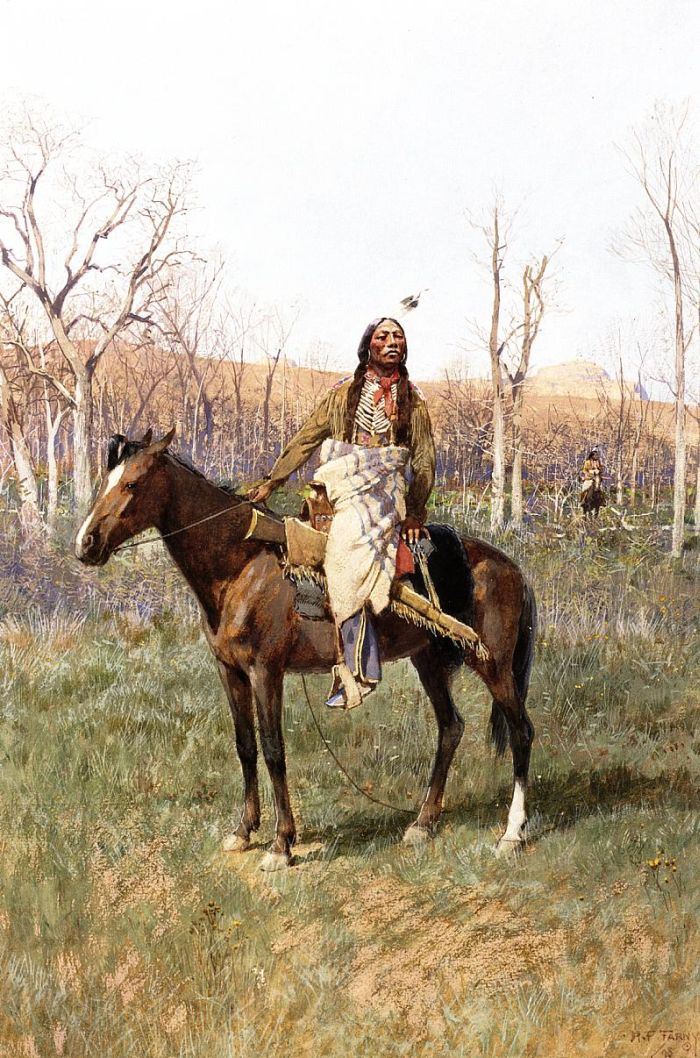
Scout crow
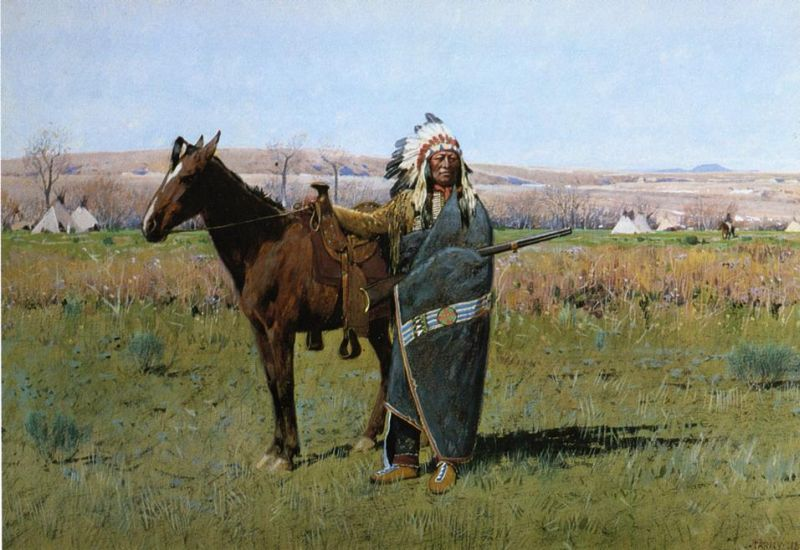
Chef Spotted Tail
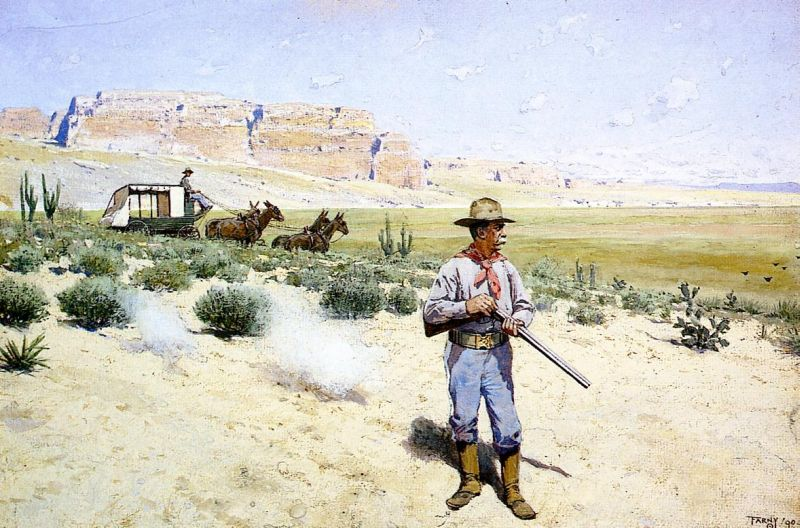
La défense de la diligence
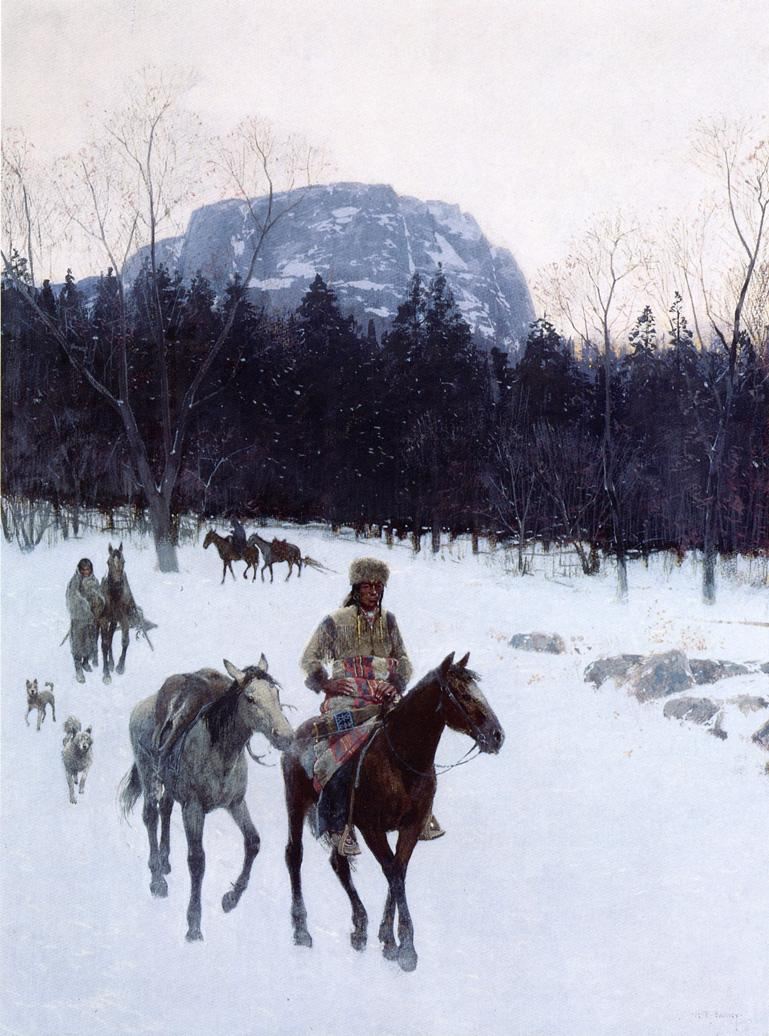
La montagne d'obsidienne dans la Yellowstone